# بشير الديك
بشير الديك (27 يوليو 1944 - 31 ديسمبر 2024) هو كاتب سيناريو ومخرج أفلام مصري. يُعد واحدًا من أبرز كتاب السيناريو في مصر والعالم العربي، قام بكتابة سيناريوهات عدة أفلام مميزة بالخصوص في فترة الثمانينات والتسعينات من القرن العشرين، واشتغل مع عدة مخرجين خاصة مخرجي الواقعية الجديدة مثل محمد خان في الحريف، وعاطف الطيب في سواق الأتوبيس.

## عن حياته
وُلد في 27 يوليو 1944 بقرية الخياطة بمدينة دمياط، وحصل على بكالوريوس التجارة من جامعة القاهرة في يونيو عام 1966. كتب القصة القصيرة ونشر العديد منها في المجلات الثقافية بمصر والعالم العربي قبل أن يكتب للسينما.
كان أول أعماله هو فيلم «مع سبق الإصرار» من إخراج أشرف فهمي وبطولة: محمود ياسين ونور الشريف وميرفت أمين، وقد عُرِض في فبراير 1979. ثم كون ثنائيا ناجحا مع المخرج عاطف الطيب في عدد من أهم أفلامه، مثل «سواق الأتوبيس» و«ضربة معلم» و«ضد الحكومة» و«ناجي العلي» و«ليلة ساخنة». بالإضافة إلى ذلك اشترك مع المخرج محمد خان في العديد من الأفلام مثل «الرغبة»، و«موعد على العشاء»، و«الحريف»
أخرج خلال مسيرته فيلمين فقط، هما الطوفان من بطولة محمود عبد العزيز، وسكة سفر من بطولة نور الشريف. وابتعد عن السينما خلال سنوات الألفية باستثناء تقديمه فيلم «الكبار» عام 2010 من إخراج محمد جمال العدل، في المقابل قدم عدداً من المسلسلات التلفزيونية الناجحة مثل «الناس في كفر عسكر» و«حرب الجواسيس» وغيرها.

## أعماله

### الأفلام
| السنة | اسم الفيلم              | دور الكاتب                     | الإخراج            |
| ----- | ----------------------- | ------------------------------ | ------------------ |
| 1979  | مع سبق الإصرار          | قصة وحوار                      | أشرف فهمي          |
| 1979  | ولا يزال التحقيق مستمرا | حوار                           | أشرف فهمي          |
| 1979  | وتمضي الأحزان           | قصة وحوار                      | أحمد ياسين         |
| 1979  | دعوني أنتقم             | سيناريو وحوار                  | تيسير عبود         |
| 1980  | سأعود بلا دموع          | إعداد وسيناريو وحوار           | تيسير عبود         |
| 1980  | الرغبة                  | قصة وسيناريو وحوار             | محمد خان           |
| 1980  | الأقوياء                | سيناريو وحوار                  | أشرف فهمي          |
| 1980  | الأبالسة                | سيناريو وحوار                  | علي عبد الخالق     |
| 1980  | أبو البنات              | سيناريو وحوار                  | تيسير عبود         |
| 1981  | موعد على العشاء         | سيناريو وحوار                  | محمد خان           |
| 1981  | طائر على الطريق         | قصة وسيناريو وحوار             | محمد خان           |
| 1982  | سواق الأتوبيس           | قصة وسيناريو وحوار             | عاطف الطيب         |
| 1982  | المحاكمة                | قصة وسيناريو وحوار             | نادر جلال          |
| 1982  | السلخانة                | سيناريو وحوار                  | أحمد السبعاوي      |
| 1982  | أشياء ضد القانون        | قصة وسيناريو وحوار             | أحمد ياسين         |
| 1983  | نص أرنب                 | سيناريو وحوار                  | محمد خان           |
| 1983  | مرزوقة                  | سيناريو وحوار                  | سعد عرفة           |
| 1983  | إن ربك لبالمرصاد        | قصة وسيناريو وحوار             | محمد حسيب          |
| 1984  | يوسف وزينب              | قصة وسيناريو                   | محمد خان           |
| 1984  | النمر الأسود            | سيناريو وحوار                  | عاطف سالم          |
| 1984  | الحريف                  | قصة سيناريو وحوار              | محمد خان           |
| 1985  | الطوفان                 | سيناريو وحوار                  | بشير الديك         |
| 1986  | بيت الكوامل             | إشراف على السيناريو والحوار    | عاطف سالم          |
| 1986  | الضائعة                 | سيناريو وحوار                  | عاطف سالم          |
| 1987  | لعبة الكبار             | سيناريو وحوار                  | سعد عرفة           |
| 1987  | ضربة معلم               | قصة وسيناريو وحوار             | عاطف الطيب         |
| 1987  | سكة سفر                 | قصة وسيناريو وحوار             | بشير الديك         |
| 1989  | أيام الغضب              | قصة وسيناريو وحوار             | منير راضي          |
| 1989  | الإرهاب                 | سيناريو وحوار                  | نادر جلال          |
| 1990  | شبكة الموت              | نادر جلال                      | قصة وسيناريو وحوار |
| 1990  | سيدة القاهرة            | مومن السميحي                   | سيناريو وحوار      |
| 1991  | عصر القوة               | قصة وسيناريو وحوار             | نادر جلال          |
| 1992  | ناجي العلي              | قصة وسيناريو وحوار             | عاطف الطيب         |
| 1992  | مهمة في تل أبيب         | قصة وسيناريو وحوار             | نادر جلال          |
| 1992  | ضد الحكومة              | سيناريو وحوار                  | عاطف الطيب         |
| 1993  | الشطار                  | قصة وسيناريو وحوار             | نادر جلال          |
| 1994  | زيارة السيد الرئيس      | سيناريو وحوار                  | منير راضي          |
| 1994  | الجاسوسة حكمت فهمي      | النص السينمائي                 | حسام الدين مصطفى   |
| 1995  | ليلة ساخنة              | سيناريو وحوار                  | عاطف الطيب         |
| 1995  | نزوة                    | قصة وسيناريو وحوار             | علي بدرخان         |
| 1996  | امرأة هزت عرش مصر       | معالجة سينمائية وسيناريو وحوار | نادر جلال          |
| 1997  | حلق حوش                 | قصة وسيناريو وحوار             | محمد عبد العزيز    |
| 1997  | حسن اللول               | سيناريو وحوار                  | نادر جلال          |
| 1998  | جبر الخواطر             | سيناريو وحوار                  | عاطف الطيب         |
| 1999  | كلام الليل              | قصة وسيناريو وحوار             | إيناس الدغيدي      |
| 2000  | أبناء الشيطان           | سيناريو وحوار                  | إبراهيم عفيفي      |
| 2007  | خمس نجوم                | قصة وسيناريو وحوار             | حاتم موسى          |
| 2010  | الكبار                  | قصة وسيناريو وحوار             | محمد جمال العدل    |

كما قام بإخراج فيلمين روائيين هما:الطوفان بطولة محمود عبد العزيز وفاروق الفيشاوي ومحمود الجندي وأمينة رزق وفيلم سكة سفر بطولة نور الشريف ونورا وحسن مصطفى وعبد السلام محمد وأحمد بدير وآخرين.

### المسلسلات
| السنة | اسم المسلسل       | دور الكاتب            | الإخراج           |
| ----- | ----------------- | --------------------- | ----------------- |
| 1984  | الأرض الطيبة      | قصة وسيناريو وحوار    | فايز حجاب         |
| 1989  | بنات زينب         | معالجة وسيناريو وحوار | سامي محمد علي     |
| 1990  | آن الأوان         | سيناريو وحوار         | إبراهيم الشقنقيري |
| 1996  | الحفار            | سيناريو وحوار         | وفيق وجدي         |
| 1998  | حب تحت الحراسة    | سيناريو وحوار         | محمد النقلي       |
| 2002  | الإمبراطور        | سيناريو وحوار         | جمال عبد الحميد   |
| 2003  | الناس في كفر عسكر | سيناريو وحوار         | نادر جلال         |
| 2005  | أماكن في القلب    | سيناريو وحوار         | نادر جلال         |
| 2006  | درب الطيب         | سيناريو وحوار         | نادر جلال         |
| 2008  | ظل المحارب        | قصة وسيناريو وحوار    | نادر جلال         |
| 2009  | حرب الجواسيس      | قصة وسيناريو وحوار    | نادر جلال         |
| 2011  | عابد كرمان        | معالجة وسيناريو وحوار | نادر جلال         |
| 2017  | الطوفان           | قصة                   | خيري بشارة        |

### الرسوم المتحركة
وفي مجال الرسوم المتحركة فقد قام بكتابة سيناريو لفيلم الفارس والأميرة وأعد لإخراجه بعد وفاة مخرجه الأصلي محمد حسيب. وقد أنجز من هذا الفيلم ما يقرب من النصف ساعة وهو من إنتاج شركة السحر للرسوم المتحركة وعرض في عام 2020.

## وفاته
تُوفي بشير الديك يوم الثلاثاء 31 ديسمبر 2024 الموافق 30 جمادى الآخرة 1446 هـ عن عمر ناهز الثمانين عام بعد صراع طويل مع المرض.

## روابط خارجية
- بشير الديك على موقع IMDb (الإنجليزية)
- بشير الديك على موقع الدهليز
- بشير الديك على موقع قاعدة بيانات الأفلام العربية
- بشير الديك على موقع ألو سيني (الفرنسية)
- بشير الديك على موقع قاعدة بيانات الفيلم (الإنجليزية)